# Croissy-Beaubourg
Croissy-Beaubourg (franskt uttal: [kʁwasi bobuːʁ]
 ( lyssna)) är en kommun i departementet Seine-et-Marne i regionen Île-de-France i norra Frankrike. Kommunen ligger i kantonen Champs-sur-Marne som tillhör arrondissementet Torcy. År 2022 hade Croissy-Beaubourg 1 969 invånare.

## Befolkningsutveckling
| Befolkningsutvecklingen i Croissy-Beaubourg 1968–2021 | Befolkningsutvecklingen i Croissy-Beaubourg 1968–2021 | Befolkningsutvecklingen i Croissy-Beaubourg 1968–2021 | Befolkningsutvecklingen i Croissy-Beaubourg 1968–2021 | Befolkningsutvecklingen i Croissy-Beaubourg 1968–2021 |
| ----------------------------------------------------- | ----------------------------------------------------- | ----------------------------------------------------- | ----------------------------------------------------- | ----------------------------------------------------- |
|                                                       |                                                       |                                                       |                                                       |                                                       |
| År                                                    |                                                       |                                                       | Folkmängd                                             |                                                       |
| 1968                                                  | 1968                                                  |                                                       | 231                                                   |                                                       |
| 1975                                                  | 1975                                                  |                                                       | 957                                                   |                                                       |
| 1982                                                  | 1982                                                  |                                                       | 1 555                                                 |                                                       |
| 1990                                                  | 1990                                                  |                                                       | 2 396                                                 |                                                       |
| 1999                                                  | 1999                                                  |                                                       | 2 236                                                 |                                                       |
| 2007                                                  | 2007                                                  |                                                       | 2 077                                                 |                                                       |
| 2015                                                  | 2015                                                  |                                                       | 1 996                                                 |                                                       |
| 2021                                                  | 2021                                                  |                                                       | 1 990                                                 |                                                       |